# Николаидева къща (Драма)
 Тази статия е за къщата в Драма.  За къщата в Лерин вижте Николаидева къща (Лерин).  
Николаидевата къща (на гръцки: Οικία Νικολαΐδου) е жилищна сграда в македонския град Драма, Гърция, пример за градската архитектура от края на XIX век.

## Местоположение
Къщата е разположена на улица „29 септември“ № 5.

## История
Построена е в края на XIX век. Има три етажа и е типична традиционна жилищна сграда. В 2012 година е обяване за паметник на културата заради забележителните си архитектурни и морфологични елементи и като важно свидетелство за историята на града и еволюцията на архитектурата му.